# Malukah
Judith de los Santos, (Monterrey, Junio de 1982) quién utiliza el seudónimo Malukah, es una compositora e intérprete mexicana conocida por sus versiones de música de videojuegos.

## Carrera
De los Santos ha compuesto e interpretado canciones y piezas de videojuegos. Saltó a la fama internacional con la versión de la canción "The Dragonborn Comes" (llega el Sangre de Dragón) del juego The Elder Scrolls: Skyrim, convirtiéndose en un vídeo viral en noviembre de 2011. El vídeo fue subido al Canal de Youtube de IGN, donde se convirtió en el 11º vídeo más visto de esa web en diciembre de 2011 con 1,753,063 de visualizaciones durante ese mes. El vídeo original en su canal propio ha recibido más de 12 millones de vistas hasta el 30 de abril de 2014, mientras la versión en IGN el canal se ha quedado en unas lejanas 8.8 millones de vistas.